# 木内孝胤
木内 孝胤（きうち たかたね、1966年8月30日 - ）は、日本の実業家、政治家。アジア開発キャピタルの元・代表取締役社長。衆議院議員（2期）を務めた。
高祖父は三菱財閥の創業者の岩崎弥太郎、曾祖父は貴族院議員や京都府知事を務めた木内重四郎、父は外交官で田中角栄内閣総理大臣秘書官や駐フランス特命全権大使を務めた木内昭胤。親戚に日本外国語研究所理事長などを務めた渋沢雅英がいる。

## 来歴
東京都港区出身。港区立麻布幼稚園、港区立麻布小学校、帰国後は港区立三河台中学校、転校して成蹊中学校・高等学校、慶應義塾大学経済学部卒業。1989年、三菱銀行（現：三菱UFJ銀行）に入行し、12年間勤務する。その後はドイツ証券、UBS証券、メリルリンチ日本証券（投資銀行部門マネージング・ディレクター）を経て、2008年8月にメリルリンチ日本証券を退社。
民主党の衆議院東京都第9選挙区総支部長に就任し、2009年の第45回衆議院議員総選挙では、東京都第9区で自由民主党前職の菅原一秀を破り初当選した。なお同期当選の網屋信介、高邑勉（いずれも民主党）もメリルリンチ日本証券出身である。
2012年4月2日、野田内閣による消費増税の閣議決定に抗議し、民主党に離党届を提出、5月8日に受理された。同年7月、同じく消費増税に抗議して民主党を離党した中島政希、横粂勝仁両衆院議員（いずれも比例南関東ブロック）及び木内の3名で、会派「改革無所属の会」を結成し、同会派の代表に就任。同年10月、政策フォーラム「日本の選択」の設立に参加した。
2012年11月20日、同年の7月に結党していた国民の生活が第一の小沢一郎代表に対し、同党への入党を希望し、了承された。その後国民の生活が第一は日本未来の党に合流し、12月の第46回衆議院議員総選挙では同党公認で東京9区から出馬したが、前回破った自民党の菅原に敗れ、重複立候補していた比例東京ブロックでの復活も出来ず、落選。翌2013年の日本未来の党の分党に際しては、生活の党に参加した。
2014年の東京都知事選挙では、細川護煕元首相の出馬記者会見で司会及び選対責任者を務め、馬渡龍治や牧義夫ら当初の選挙対策チームを組織したが、選挙戦中に交代した。
2014年11月、第47回衆議院議員総選挙に維新の党公認で東京9区から出馬する意向を表明。民主党は東京9区に候補者を擁立せず、木内は民主党東京都連の推薦も受けた。東京9区では再び自民党の菅原に敗れたが、重複立候補していた比例東京ブロックで復活し、2年ぶりに国政に復帰した。2016年、維新の党が民主党と合流して発足した民進党の所属となる。
2017年8月18日に民進党に離党届を提出し、8月23日に民進党から除籍処分および議員辞職勧告を受けた。
同年9月25日、東京都知事の小池百合子は会見で、自身が代表を務める「希望の党」の結党を発表。同日、東京都選挙管理委員会を通じて総務大臣に設立を届け出た。届出には木内を含む国会議員9人が名を連ねた。10月3日、希望の党は木内を東京8区の公認候補として発表。石原伸晃の追い落としを狙うも、立憲民主党の吉田晴美、日本共産党の新人、元参議院議員の円より子らの間で票が分散。10月22日に行われた衆院選の結果は得票率が16.2%、得票数が41,175票、候補者6人中3位で落選した。重複立候補していた比例東京ブロックでの復活も出来なかった。
2020年3月22日、日本維新の会が次期衆院選で東京2区に当時東京16区支部長の中津川博郷と面接をした木内を擁立すると発表した。
同年8月19日、PCR検査を受けたところ、新型コロナウイルス陽性が確認された。
2021年10月31日投開票の第49回衆議院議員総選挙において日本維新の会公認で東京2区に立候補。投開票の結果45,754票と、自民前職の辻清人や立憲民主党新人の松尾明弘らに遠く及ばず得票率16.7%で3位に埋没、重複立候補していた比例での復活もならず落選した。なお、この選挙では中津川も比例復活ならず落選している。
2022年の第26回参議院議員通常選挙には日本維新の会公認で比例区から出馬した。7月10日の投開票の結果、木内の比例個人票順位は維新比例候補者26人中22位（木内の個人票数は11,313票）であり、維新が比例で獲得した8議席に届かず落選した。7月22日、アンセム・ウォンの辞任に伴い、後任のアジア開発キャピタル代表取締役社長に就任。1か月半で代表取締役社長を辞任し、アジア開発キャピタルは翌2023年4月30日に東京証券取引所スタンダード市場を上場廃止となっている。

## 政策・主張
- 選択的夫婦別姓制度の導入に賛成[41]。
- 日本国憲法の改正に賛成[42]。
- 集団的自衛権の行使を禁じた内閣法制局の憲法解釈の見直しに反対[42]。
- 日本の核武装について「将来にわたって検討すべきでない」としている[42]。
- 女性宮家の創設に賛成[42]。
- 日本の環太平洋戦略的経済連携協定（TPP）参加に反対[42]。

## 家系・親族
木内家は鎌倉時代、千葉一族の重臣だった木内氏が源流の一族だが、木内重四郎（1866年（慶応2年） - 1925年（大正14年））の時代に再び脚光を浴びる。重四郎は、千葉中学校を首席で卒業、東京帝国大学を卒業後官界に入り、官選の京都府知事、貴族院議員を務めた。重四郎の妻は三菱財閥の創始者である岩崎弥太郎の次女・磯路。岩崎久弥（弥太郎の長男で三菱の3代目総帥）は義兄、相婿に加藤高明（弥太郎の長女・春路の夫）、幣原喜重郎（弥太郎の四女・雅子の夫）。
重四郎の長男（孝胤の祖父）・良胤、良胤の長男（孝胤の父）・昭胤はいずれも外交官。昭胤はマレーシア、タイ、フランスの特命全権大使やアジア局長、田中角栄内閣総理大臣の秘書官を務めた。良胤の妻、すなわち昭胤の母・淑子は宮内官僚・関屋貞三郎の長女。
重四郎の次男で経済評論家の木内信胤は元世界経済調査会理事長。信胤の妻・多代は福澤諭吉の孫娘。
重四郎の娘登喜子は、第一国立銀行の創始者・渋沢栄一の嫡孫である渋沢敬三に嫁いだ。渋沢雅英（敬三の嫡男）と渋沢田鶴子（雅英の娘）は親戚になる。
参議院議員の浅尾慶一郎は、父がお互い外交官であったため、幼少期より顔見知りであった。